# Islotes Orca
Die Islotes Orca (spanisch für Schwertwalinseln) sind eine Gruppe kleiner Inseln im Palmer-Archipel westlich der Antarktischen Halbinsel. In der Gruppe der Melchior-Inseln liegen sie vor der Südwestseite der Omegainsel. 
Argentinische Wissenschaftler benannten sie.